# Gröben (Antdorf)
Gröben ist ein Gemeindeteil von Antdorf im oberbayerischen Landkreis Weilheim-Schongau. Die Einöde Gröben gehörte zur ehemaligen Gemeinde Frauenrain.

## Geschichte
In Gröben waren seit jeher nur die beiden Anwesen zum Leonhard und zum Toninazi vorhanden, die als Halbhöfe bis zur Säkularisation 1803 zum Kloster Ettal gehörten. Der Ortsname ist von den 1514 genannten Hofbesitzern Andreas und Sebastian Gröber abgeleitet.